# Корольова Тетяна Михайлівна
Тетя́на Миха́йлівна Корольо́ва (нар. 20 серпня 1946 року, Ленінград, РСФРР) — мовознавець, доктор філологічних наук (1989), професор (1991). 

## Біографічні дані
Народилася 20 серпня 1946 року в Ленінграді.
У 1964 році закінчила Одеський університет, де й працювала з 1974 по 1989. З 1989 — працювала у Південноукраїнському педагогічному університеті: завідувач кафедри іноземних мов, з 2001 — завідувач кафедри теоретичної та прикладної лінгвістики, водночас від 2011 року — директор Інституту мов світу. З 2011 по березень 2015 — декан факультету іноземних мов. Працює в Одеському національному морському університеті на кафедрі філології.

## Наукова робота
Проводила наукові дослідження фонетичної структури англійського зв'язного мовлення у порівнянні з українським, теоретичної фонетики, семантики просодії, функцій інтонації та засобів їх актуалізації в мовленні, модально-емоційної характеристики мовлення.
Опублікувала 153 наукові праці, серед них 4 монографії, 7 підручників з різних аспектів мовознавства, 22 навчальних посібники для студентів філологічних факультетів та наукові статті. Під її науковим керівництвом захищено 20 кандидатських дисертацій. Організаторка щорічних національних, міжнародних конференцій та симпозіумів, співавторка книг, виданих спільно із зарубіжними вченими. Головний редактор журналу «Науковий вісник ПНПУ» серії «Лінгвістичні науки», голова секції теоретичної та прикладної лінгвістики Південного регіонального центру НАН і МОН України.

### Основні праці
За ЕСУ:
- Интонация модальности в звучащей речи. — К., 1989;
- Учебник английского языка для студентов факультета информатики. — Н., 2005;
- Типологія інтонації модальності мовлення // Мовознавство. — 2006. — № 5;
- English Phonetics (contrastive analysis). — Mykolayv, 2006;
- Professional English. — Odessa, 2008[1].

## Джерело
- С. В. Скороход. Корольова Тетяна Михайлівна // Енциклопедія сучасної України / ред. кол.: І. М. Дзюба [та ін.] ; НАН України, НТШ. — К. : Інститут енциклопедичних досліджень НАН України, 2014. — Т. 14 : Кол — Кос. — 767 с. — ISBN 978-966-02-7304-7.